# Craig William Kallendorf
Craig William Kallendorf (* 23. Juni 1954 in Cincinnati; † 31. Januar 2023 in Texas) war ein US-amerikanischer Philologe.

## Leben
Er erwarb 1975 den B.A. an der Valparaiso University, 1977 den M.A. an der University of North Carolina at Chapel Hill und 1982 den Ph.D. an der University of North Carolina at Chapel Hill. Er lehrte seit 1993 als Professor für Englisch und Klassische Philologie an der Texas A&M University.
Seine Forschungsinteressen waren vergleichende Literatur der Renaissance, Klassische Philologie und Buchgeschichte. Der Autor und Herausgeber zahlreicher Monographien, Sammelbände und Aufsatzbeiträge erhielt den Association of Former Students Distinguished Achievement Award sowohl für seine Lehre (1999) als auch für seine Forschung (2010). Insbesondere seine Arbeiten zur Buch- und Rezeptionsgeschichte, zur Bibliographie frühneuzeitlicher Vergildrucke sowie zur Transformation der antiken Literatur in der italienischen Renaissance haben die Forschung zu diesen Gebieten maßgeblich geprägt.

## Schriften (Auswahl)
- In praise of Aeneas. Virgil and epideictic rhetoric in the early Italian Renaissance. Hanover 1989, ISBN 0-87451-473-8.
- A bibliography of Venetian editions of Virgil, 1470–1599. Firenze 1991, ISBN 88-222-3893-1.
- A bibliography of Renaissance Italian translations of Virgil. Firenze 1994, ISBN 88-222-4271-8.
- Virgil and the myth of Venice. Books and readers in the Italian Renaissance. Oxford 1999, ISBN 0-19-815254-X.
- The other Virgil. Pessimistic readings of the Aeneid in early modern culture. Oxford 2007, ISBN 0-19-921236-8.
- The Virgilian tradition. Book history and the history of reading in early modern Europe. Aldershot 2007, ISBN 0-7546-5923-2.
- A catalogue of the Junius Spencer Morgan collection of Virgil in the Princeton University Library. New Castle, Del. 2009, ISBN 978-1-58456-263-4.
- A bibliography of the early printed editions of Virgil 1469–1850. New Castle, Del. 2012, ISBN 978-1-58456-310-5.
- The Protean Virgil. Material form and the reception of the classics. Oxford 2015, ISBN 978-0-19-872780-4.
- Printing Virgil. The Transformation of the Classics in the Renaissance. Leiden, Boston 2020, ISBN 978-90-04-42135-6.
- Early printed Virgil editions from 1500–1800. A bibliography of the Craig Kallendorf collection. Hildesheim, Zürich, New York 2021, ISBN 978-3-487-16012-2.